# Tōyō kanji
 (septembre 2014).
Si vous disposez d'ouvrages ou d'articles de référence ou si vous connaissez des sites web de qualité traitant du thème abordé ici, merci de compléter l'article en donnant les références utiles à sa vérifiabilité et en les liant à la section « Notes et références ».
 (septembre 2014).
- Si vous ne connaissez pas le sujet, laissez ce bandeau (vous pouvez alors contacter les auteurs).
- Si vous supprimez le contenu mis en cause (vous pouvez préalablement contacter les auteurs),

argumentez précisément cette suppression dans la page de discussion
(un manque de référence n'est pas un argument ; une recherche réelle de référence doit avoir été effectuée, être formellement documentée).
Les tōyō kanji (当用漢字, littéralement « kanjis à usage temporaire ») sont les premiers kanjis qui furent déclarés « officiels » par le ministère de l'Éducation japonais le 16 novembre 1946 (soit en l'an 21 de l'ère Shōwa). Le ministère décida de minimiser le nombre de kanjis utilisables pour pallier la difficulté d'apprendre des milliers de kanjis, plusieurs ayant souvent le même sens mais s'écrivant différemment. Ils choisirent donc les kanjis les plus utilisés ainsi que certains kanjis simplifiés qui apparaissaient régulièrement dans la littérature japonaise de l'époque. Les tōyō kanji furent une partie intégrante de la réforme de l'écriture nationale japonaise (en) (国語国字改革, kokugo kokuji kaikaku) de l'après-guerre. Ils furent remplacés en 1981 par les jōyō kanji.

## Origines de la réforme
En Chine, en 1909, Lu Feikui, dans le Magazine de l'éducation (教育杂志, jiàoyù zázhì), commence le premier[réf. souhaitée] à parler de simplification des caractères chinois han. Le mouvement amorcé touche à la fois la Chine, alors envahie par le Japon, les États-Unis et des pays européens, la Corée désirant de nouveau passer au hangeul, longtemps interdits par arrêté royal et Taïwan, entré dans l'Empire japonais. Le Japon était également désireux de réformer en profondeur le système d'écriture.
Quelque temps avant la guerre, les avocats de la phonétique se plaignaient également du nombre imposant de kanjis à apprendre et de la difficulté que cela posait à l'apprentissage du japonais écrit. Ils proposaient même l'abolition des caractères chinois au profit d'un système purement phonétique, comme l'avait fait le Vietnam sous influence française auparavant. Le ministère de l'Éducation tenta une réforme qui se heurta à une opposition farouche des savants, des écrivains et du public en général et qui n'aboutit finalement à rien de concret.
Cependant, avec la défaite du Japon à l'issue de la Seconde Guerre mondiale, la ferme volonté de l'occupant américain de réduire la complexité du système d'écriture japonais dans lequel il voyait « une des causes de l'ultra-nationalisme de l'avant-guerre et un frein majeur à la démocratisation de la société » et un sentiment de rejet des valeurs traditionnelles mêlé à une confusion générale permirent aux avocats de la phonétique d'appliquer la réforme de l'écriture nationale japonaise (en), dont faisait partie les tōyō kanji, en prévision de l'abolition future de tous les caractères chinois. Bien que la confusion empêchât la tenue d'un débat public sur l'avenir de la langue écrite japonaise, les partisans des kanjis, après réflexions, ont accepté les tōyō kanji comme un compromis raisonnable. Puisque les avocats de la phonétique ne pouvaient se retirer facilement du compromis qu'ils avaient avancé, les discussions sur le plan d'abolition des kanjis entrèrent dans une impasse et il fallut attendre trente-cinq ans avant de voir une nouvelle révision du système d'écriture japonais.
C'est ainsi qu'en 1981, le ministère de l'Éducation décida de réviser les tōyō kanji avec un objectif plus souple, ce qui amena la publication des jōyō kanji, rendant les tōyō kanji obsolètes.

## Application concrète de la limitation de l'usage des kanjis
Plus qu'une simple liste des kanjis, l'avis publié par le ministère de l'Éducation contient aussi des règles claires quant à l'utilisation des tōyō kanji.
Dans la préface du document, on peut lire que les tōyō kanji se doivent d'être utilisés dans les documents juridiques et gouvernementaux, les journaux, les magazines et par le public en général.
Que si l'on veut écrire un mot dont les kanjis ne font pas partie de cette liste dans un document quelconque, on se doit de le changer pour un autre mot ou de l'écrire en kanas.
Que les pronoms, les conjonctions, les interjections, les adverbes, les verbes auxiliaires, les articles et les postpositions doivent être écrits le plus souvent possible en kanas.
Que les mots d'origine étrangère se doivent d'être écrits en kanas.
Qu'en règle générale, les furigana ne doivent pas être utilisés.
Que pour les termes techniques, il est souhaitable d'utiliser les tōyō kanji comme base et d'effectuer les arrangements nécessaires (l'objectif n'est pas ici de décréter qu'il faut arrêter l'utilisation de tous les kanjis et les remplacer par des hiraganas, ce choix étant laissé au spécialiste en question. Il était par contre suggéré d'utiliser le plus possible des caractères faisant partie des tōyō kanji dans les travaux techniques et dans les travaux de recherche).
Quant à ce qui a trait aux noms propres, ils ne font pas partie de l'objectif de la limitation de l'usage des kanjis. Il y avait beaucoup de noms de lieux ou de personnes dont les kanjis n'étaient pas inclus dans les tōyō kanji mais cela ne semblait pas poser de problème aux ministres de l'époque, qui connaissaient déjà tous ces caractères.
Que, aussi, les noms d'animaux, de plantes et les noms et lieux d'autres pays, à l'exception de la Chine, devront être transcrits en kanas à partir de la prononciation d'origine, sauf pour les noms de certains pays dont les kanjis sont d'usage traditionnel (ex. : États-Unis, Royaume-Uni, etc).
Et qu'enfin, les polices de caractères normalisées et la table des prononciations officielles des kanjis sont en cours d'élaboration.
La table des prononciations des kanjis fut publiée en 1948 et celle des polices de caractères en 1949.

## Le problème: lesmazekaki
La plupart des mots japonais étant composés de deux (ou plus) kanjis, il y avait beaucoup de mots dont un caractère était inclus dans les tōyō kanji et l'autre pas. Dans ce cas, l'usage recommandé était d'écrire la partie incluse en kanjis et l'autre partie en kanas. Ces mots furent nommés « mazekaki » (caractères mélangés).

## Liste des1 850tōyō kanji
一　丁　七　丈　三　上　下　不　且　世　
丘　丙　中　丸　丹　主　久　乏　乗
乙　九　乳　乾　乱　了　事　二　互　
五　井　亜　亡　交　享　京　人　仁
　今　介　仕　他　付　代　令　以　
仰　仲　件　任　企　伏　伐　休　
伯　伴　伸　伺　似　但　位　低　
住　佐　何　仏　作　佳　使　来　
例　侍　供　依　侮　侯　侵　便　
係　促　俊　俗　保　信　修　俳　
俵　併　倉　個　倍　倒　候　借　
倣　値　倫　仮　偉　偏　停　健　
側　偶　傍　傑　備　催　伝　債　
傷　傾　働　像　僚　偽　僧　価
儀　億　倹　儒　償　優　元　兄　充　兆　先　光　克　免　児　入　内　
全　両　八　公　六　共　兵　具　典
兼　冊　再　冒　冗　冠　冬　冷　
准　凍　凝　凡　凶　出　刀　刃　分
切　刈　刊　刑　列　初　判　別　
利　到　制　刷　券　刺　刻　則　
削　前　剖　剛　剰　副　割　創　
劇　剤　剣　力　功　加　劣　助　努
効　劾　勅　勇　勉　動　勘　務　
勝　労　募　勢　勤　勲　励　勧　
勺　匁　包　化　北　匠　匹　匿　
区　十　千　升　午　半　卑　卒　卓
協　南　博　占　印　危　却　卵　
巻　卸　即　厘　厚　原　去　参　
又　及　友　反　叔　取　受　口　古
句　叫　召　可　史　右　司　各　合　
吉　同　名　后　吏　吐　向　君　
吟　否　含　呈　呉　吸　吹　告　
周　味　呼　命　和　咲　哀　品　
員　哲　唆　唐　唯　唱　商　問　
啓　善　喚　喜　喪　喫　単　嗣　
嘆　器　噴　嚇　厳　嘱　囚　四　
回　因　困　固　圏　国　囲　園　円　
図　団　土　在　地　坂　均　坊　
坑　坪　垂　型　埋　城　域　執　
培　基　堂　堅　堤　堪　報　場　
塊　塑　塔　塗　境　墓　墜　増　
墨　堕　墳　墾　壁　壇　圧　塁　
壊　士　壮　壱　寿　夏　夕　外　
多　夜　夢　大　天　太　夫　央　失
奇　奉　奏　契　奔　奥　奪　奨　
奮　女　奴　好　如　妃　妊　妙　
妥　妨　妹　妻　姉　始　姓　委　
姫　姻　姿　威　娘　娯　娠　婆　
婚　婦　婿　媒　嫁　嫡　嬢　子　
孔　字　存　孝　季　孤　孫　学　宅　
宇　守　安　完　宗　官　宙　定　
宜　客　宣　室　宮　宰　害　宴　
家　容　宿　寂　寄　密　富　寒　
察　寡　寝　実　寧　審　写　寛　
寮　宝　寸　寺　封　射　将　専　
尉　尊　尋　対　導　小　少　就　尺　
尼　尾　尿　局　居　届　屈　屋　
展　層　履　属　山　岐　岩　岸　
峠　峰　島　峡　崇　崩　岳　川　
州　巡　巣　工　左　巧　巨　差　己　
市　布　帆　希　帝　帥　師　席　
帳　帯　常　帽　幅　幕　幣　干　
平　年　幸　幹　幻　幼　幽　幾　
床　序　底　店　府　度　座　庫　
庭　庶　康　庸　廉　廊　廃　広　
庁　延　廷　建　弊　式　弓　弔　
引　弟　弦　弧　弱　張　強　弾　
形　彩　彫　彰　影　役　彼　往　
征　待　律　後　徐　径　徒　得　
従　御　復　循　微　徴　徳　徹　
心　必　忌　忍　志　忘　忙　忠　
快　念　怒　怖　思　怠　急　性　
怪　恒　恐　恥　恨　恩　恭　息　
悦　悔　悟　患　悲　悼　情　惑　
惜　恵　悪　惰　悩　想　愁　愉　
意　愚　愛　感　慎　慈　態　慌　
慕　惨　慢　慣　慨　慮　慰　慶　
憂　憎　憤　憩　憲　憶　憾　懇　
応　懲　懐　懸　恋　成　我　戒　
戦　戯　戸　房　所　扇　手　才　
打　扱　扶　批　承　技　抄　抑　
投　抗　折　抱　抵　押　抽　払　
拍　拒　拓　抜　拘　拙　招　拝　
括　拷　拾　持　指　振　捕　捨　
掃　授　掌　排　掘　掛　採　探　
接　控　推　措　描　提　揚　換　
握　掲　揮　援　損　揺　捜　搬　
携　搾　摘　摩　撤　撮　撲　擁　
択　撃　操　担　拠　擦　挙　擬　
拡　摂　支　収　改　攻　放　政　
故　叙　教　敏　救　敗　敢　散　
敬　敵　敷　数　整　文　斗　料　
斜　斤　斥　新　断　方　施　旅　
旋　族　旗　既　日　旨　早　旬　
昇　明　易　昔　星　映　春　昨　
昭　是　時　晩　昼　普　景　晴　
晶　暇　暑　暖　暗　暫　暮　暴　
暦　曇　暁　曜　曲　更　書　替　
最　会　月　有　服　朕　朗　望　
朝　期　木　未　末　本　札　朱　机　
朽　材　村　束　杯　東　松　板　
析　林　枚　果　枝　枯　架　柄　
某　染　柔　査　柱　柳　校　株　
核　根　格　栽　桃　案　桑　梅　
条　械　棄　棋　棒　森　棺　植　
業　極　栄　構　概　楽　楼　標　
枢　模　様　樹　橋　機　横　検　
桜　欄　権　次　欲　欺　款　歌　
欧　歓　止　正　歩　武　歳　歴　
帰　死　殉　殊　殖　残　段　殺　
殿　殴　母　毎　毒　比　毛　氏　
民　気　水　氷　永　求　汗　汚　江　
池　決　汽　沈　没　沖　河　沸　
油　治　沼　沿　況　泉　泊　泌　
法　波　泣　注　泰　泳　洋　洗　
津　活　派　流　浦　浪　浮　浴　
海　浸　消　渉　液　涼　淑　涙　
淡　浄　深　混　清　浅　添　減　
渡　測　港　渇　湖　湯　源　準　
温　溶　滅　滋　滑　滞　滴　満　
漁　漂　漆　漏　演　漢　漫　漸　
潔　潜　潤　潮　渋　澄　沢　激　
濁　濃　湿　済　濫　浜　滝　瀬　
湾　火　灰　災　炊　炎　炭　烈　
無　焦　然　煮　煙　照　煩　熟　
熱　燃　燈　焼　営　燥　爆　炉　
争　為　爵　父　片　版　牛　牧　
物　牲　特　犠　犬　犯　状　狂　
狩　狭　猛　猶　獄　独　獲　猟　
獣　献　玄　率　玉　王　珍　珠　
班　現　球　理　琴　環　璽　甘　
生　産　用　田　由　甲　申　男　町　
界　畑　畔　留　畜　畝　略　番　
画　異　当　畳　疎　疑　疫　疲　
疾　病　症　痘　痛　痢　痴　療　
癖　登　発　白　百　的　皆　皇　皮　
盆　益　盛　盗　盟　尽　監　盤　
目　盲　直　相　盾　省　看　真　
眠　眼　睡　督　瞬　矛　矢　知　
短　石　砂　砲　破　研　硝　硫　
硬　碁　砕　碑　確　磁　礁　礎　
示　社　祈　祉　秘　祖　祝　神　
祥　票　祭　禁　禍　福　禅　礼　
秀　私　秋　科　秒　租　秩　移　
税　程　稚　種　称　稲　稿　穀　
積　穂　穏　穫　穴　究　空　突　
窒　窓　窮　窯　窃　立　並　章　
童　端　競　竹　笑　笛　符　第　
筆　等　筋　筒　答　策　箇　算　
管　箱　節　範　築　篤　簡　簿　
籍　米　粉　粒　粗　粘　粧　粋　
精　糖　糧　系　糾　紀　約　紅　
紋　納　純　紙　級　紛　素　紡　
索　紫　累　細　紳　紹　紺　終　
組　結　絶　絞　絡　給　統　糸　
絹　経　緑　維　綱　網　綿　緊　
緒　線　締　縁　編　緩　緯　練　
縛　県　縫　縮　縦　総　績　繁　
織　繕　絵　繭　繰　継　続　繊
欠　罪　置　罰　署　罷　羊　美　
着　群　義　羽　翁　翌　習　翼　
老　考　者　耐　耕　耗　耳　聖　
聞　声　職　聴　粛　肉　肖　肝　
肥　肩　肪　肯　育　肺　胃　背　
胎　胞　胴　胸　能　脂　脅　脈　
脚　脱　脹　腐　腕　脳　腰　腸　
腹　膚　膜　膨　胆　臓　臣　臨　
自　臭　至　致　台　与　興　旧　
舌　舎　舗　舞　舟　航　般　舶　
船　艇　艦　良　色　芋　芝　花　
芳　芽　苗　若　苦　英　茂　茶　
草　荒　荷　荘　茎　菊　菌　菓　
菜　華　万　落　葉　著　葬　蒸　
蓄　薄　薦　薪　薫　蔵　芸　薬　
藩　虐　処　虚　虜　虞　号　蚊　
融　虫　蚕　蛮　血　衆　行　術　
街　衝　衛　衡　衣　表　衰　衷　
袋　被　裁　裂　裏　裕　補　装　
裸　製　複　襲　西　要　覆　見　
規　視　親　覚　覧　観　角　解　
触　言　訂　計　討　訓　託　記　
訟　訪　設　許　訴　診　詐　詔　
評　詞　詠　試　詩　詰　話　該　
詳　誇　誌　認　誓　誕　誘　語　
誠　誤　説　課　調　談　請　論　
諭　諮　諸　諾　謀　謁　謄　謙　
講　謝　謡　謹　証　識　譜　警　
訳　議　護　誉　読　変　譲　谷
豆　豊　豚　象　豪　予　貝　貞　
負　財　貢　貧　貨　販　貫　責　
貯　弐　貴　買　貸　費　貿　賀　
賃　賄　資　賊　賓　賜　賞　賠　
賢　売　賦　質　頼　購　贈　賛　
赤　赦　走　赴　起　超　越　趣　足　
距　跡　路　跳　踊　踏　践　躍　
身　車　軌　軍　軒　軟　軸　較　
載　軽　輝　輩　輪　輸　轄　転　
辛　弁　辞　辱　農　込　迅　迎　
近　返　迫　迭　述　迷　追　退　
送　逃　逆　透　逐　途　通　速　
造　連　逮　週　進　逸　遂　遇　
遊　運　遍　過　道　達　違　逓　
遠　遣　適　遭　遅　遵　遷　選　
遺　避　還　辺　邦　邪　邸　郊　
郎　郡　部　郭　郵　都　郷　配　
酒　酢　酬　酪　酵　酷　酸　酔　
醜　医　醸　釈　里　重　野　量　
金　針　鈍　鈴　鉛　銀　銃　銅　
銑　銘　鋭　鋼　録　錘　錠　銭 錯　錬　鍛　鎖　鎮　鏡　
鐘　鉄　鋳　鑑　鉱　長　門　閉　開　閑　間　閣　閥　閲　関　防　阻　附　降　限　陛　院　陣　除　陪　陰　
陳　陵　陶　陥　陸　陽　隆　隊　
階　隔　際　障　隣　随　険　隠　
隷　隻　雄　雅　集　雇　雌　双　
雑　離　難　雨　雪　雲　零　雷　電　
需　震　霜　霧　露　霊　青　静　
非　面　革　音　韻　響　頂　項　
順　預　頒　領　頭　題　額　顔　願　類　顧　顕　風　飛　翻　食　
飢　飲　飯　飼　飽　飾　養　餓　
余　館　首　香　馬　駐　騎　騰　
騒　駆　験　驚　駅　骨　髄　体　
高　髪　闘　鬼　魂　魅　魔　魚　
鮮　鯨　鳥　鳴　鶏　塩　麗　麦　
麻　黄　黒　黙　点　党　鼓　鼻　
斎　歯　齢